# Maracanã, Rio de Janeiro
Maracanã (litt. „pasăre verde” în limba tupi-guarani) este un cartier (bairro) din Rio de Janeiro, Brazilia. Înconjurat de cartierele Praça da Bandeira, Tijuca și Vila Isabel, este situat în zona de nord (Zona Norte) a orașului. Include două dintre cele mai cunoscute facilități sportive din Brazilia: Stadionul Maracanã și Sambadromul Marquês de Sapucaí. Găzduiește și Universitatea de Stat din Rio de Janeiro (UERJ). Este un cartier de oameni din clasa de mijloc și de studenți.
Maracanã va fi una dintre cele patru „zone olimpice” din cadrul Jocurilor Olimpice de vară din 2016 și ale Jocurilor Paralimpice din același an. Va găzdui probele de atletism, fotbal, tir cu arcul și volei.